# Kwon Alexander

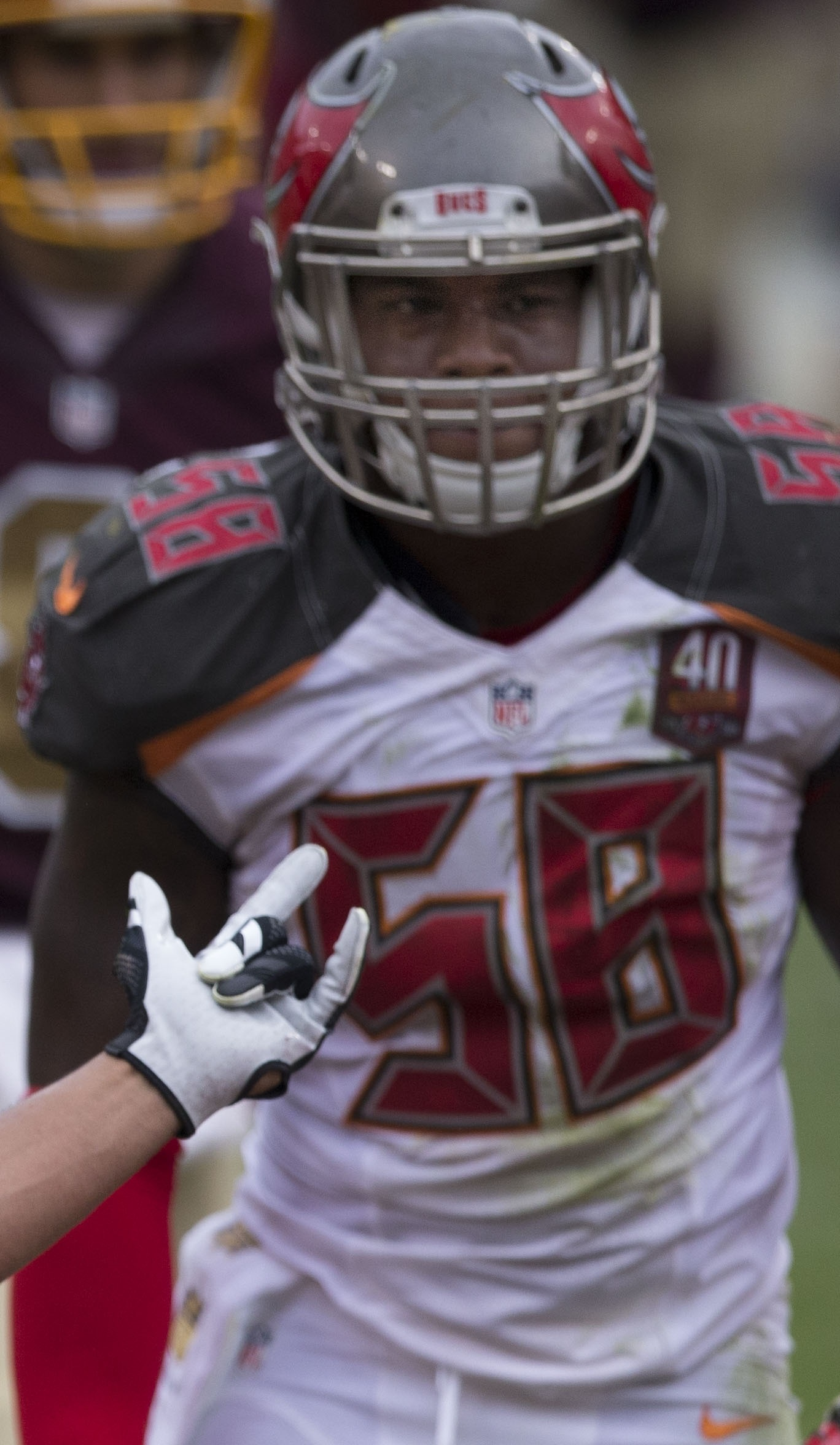
Kwon Alexander 2015.

Kwon Alexander, född 3 augusti 1994 i Oxford i Alabama, är en amerikansk utövare av amerikansk fotboll (linebacker) som spelar för New Orleans Saints i NFL sedan 2020. Alexander spelade collegefotboll för Louisiana State University och han draftades 2015 av Tampa Bay Buccaneers i fjärde omgången.

## Lag
- Tampa Bay Buccaneers (2015–2018)
- San Francisco 49ers (2019–2020)
- New Orleans Saints (2020–)